# Merkelbach

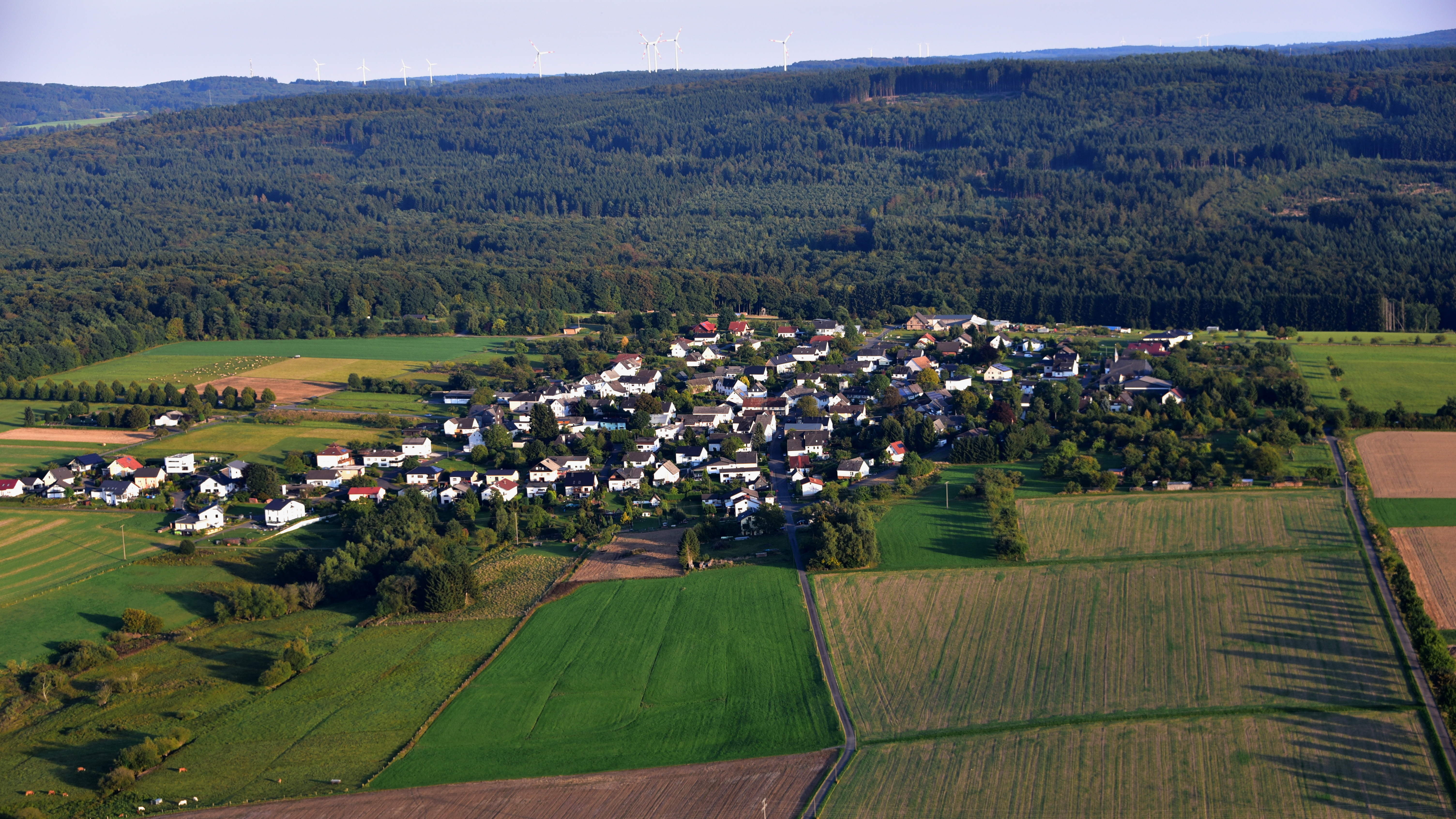
Merkelbach, Luftaufnahme (2016)

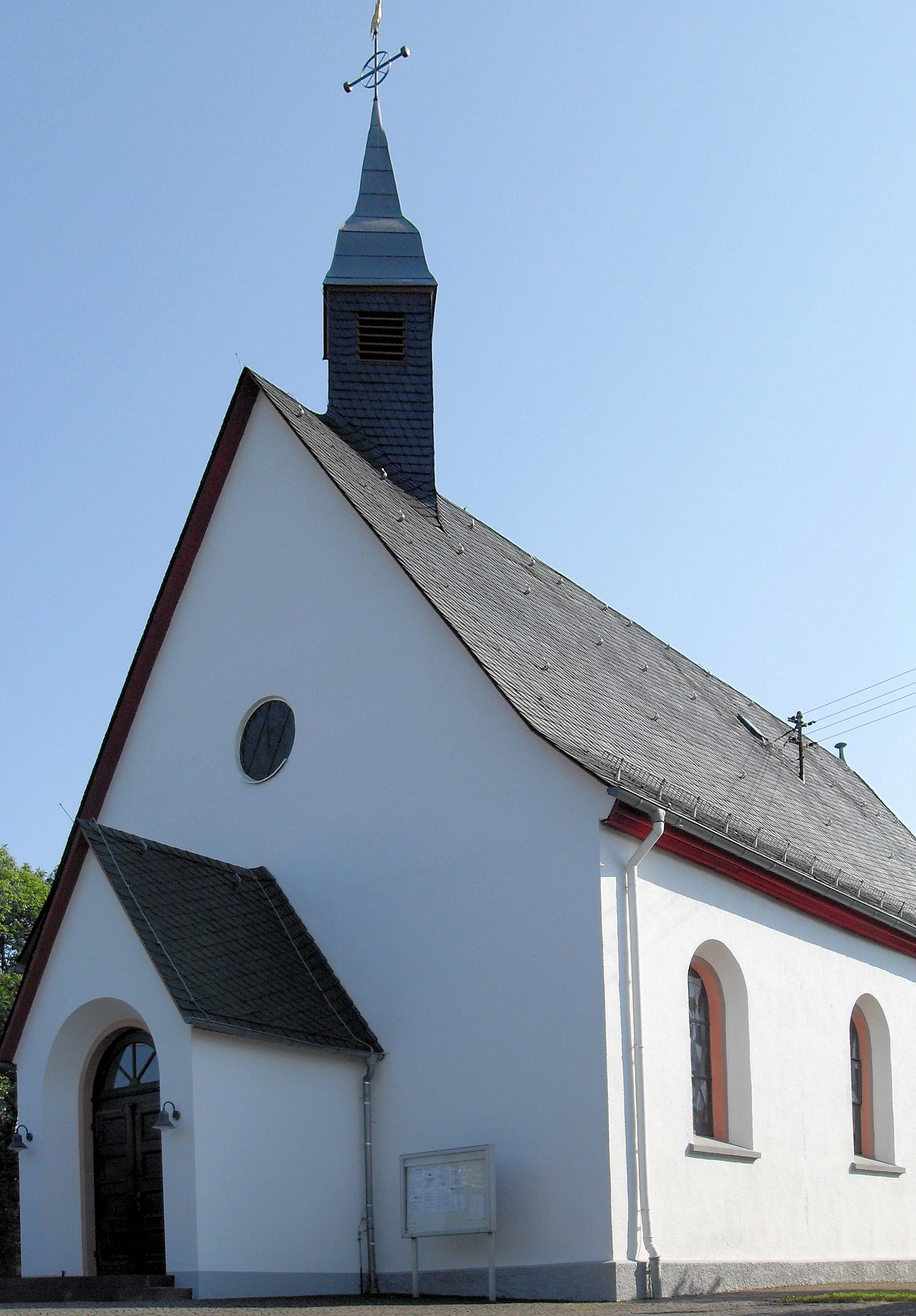
Herz-Jesu-Kapelle in Merkelbach

Merkelbach ist eine Ortsgemeinde im Westerwaldkreis in Rheinland-Pfalz. Sie gehört der Verbandsgemeinde Hachenburg an.

## Geographische Lage
Die Gemeinde liegt im Westerwald zwischen Limburg und Siegen, bzw. an der B 413 zwischen Altstadt (Hachenburg) im Nordosten und Wied (bei Hachenburg) und Höchstenbach im Südwesten. Umgeben ist Merkelbach im Osten und Süden vom Hachenburger Stadtwald.
Zu Merkelbach gehört auch der Wohnplatz Erlenhof.

## Geschichte
1418 wurde Merkelbach erstmals in einer Urkunde erwähnt.
Merkelbach gehörte zum Kirchspiel Altstadt und bis Ende des 18. Jahrhunderts landesherrlich zur Grafschaft Sayn. Die Einwohner wurden nach der Einführung der Reformation in der Grafschaft Sayn erst lutherisch und später reformiert. Nach der Landesteilung der Grafschaft Sayn im 17. Jahrhundert gehörte Merkelbach zur Grafschaft Sayn-Hachenburg.
1799 kam die Grafschaft auf dem Erbweg an die Fürsten von Nassau-Weilburg. Im Zusammenhang mit der Bildung des Rheinbundes kam die Region und damit auch Merkelbach 1806 an das neu errichtete Herzogtum Nassau. Unter der nassauischen Verwaltung war Merkelbach dem Amt Hachenburg zugeordnet. Nach der Annexion des Herzogtums Nassau, kam der Ort 1866 an das Königreich Preußen und gehörte von 1868 an zur Provinz Hessen-Nassau und zum Oberwesterwaldkreis. Seit 1946 ist Merkelbach Teil des Landes Rheinland-Pfalz.
Bevölkerungsentwicklung
Die Entwicklung der Einwohnerzahl von Merkelbach, die Werte von 1871 bis 1987 beruhen auf Volkszählungen:
| Jahr | Einwohner |
| 1815 | 160       |
| 1835 | 202       |
| 1871 | 221       |
| 1905 | 252       |
| 1939 | 268       |

| Jahr | Einwohner |
| 1950 | 298       |
| 1961 | 336       |
| 1970 | 366       |
| 1987 | 425       |
| 2005 | 401       |

## Politik

### Bürgermeister
Sebastian Habig wurde im Juni 2024 zum Ortsbürgermeister von Merkelbach gewählt.
Sein Vorgänger Edgar Schneider wurde bei der Direktwahl im Mai 2019 in seinem Amt bestätigt.

### Wappen
| Wappen von Merkelbach | Blasonierung: „In Blau ein goldbedachtes silbernes Kapellentürmchen und zwei linke silberne Schrägfußwellenleisten.“ |
| Wappen von Merkelbach | |

## Verkehr
Die Gemeinde liegt direkt an der Bundesstraße 413, die von Bendorf (bei Koblenz) nach Hachenburg führt. Die nächsten Autobahnanschlussstellen sind in Dierdorf oder Neuwied an der A 3 (Köln–Frankfurt am Main). Der nächstgelegene ICE-Halt ist der Bahnhof Montabaur an der Schnellfahrstrecke Köln–Rhein/Main. An das öffentliche Verkehrsnetz ist die Gemeinde durch eine Busverbindung nach Hachenburg und den ICE-Bahnhof Montabaur im Zweistundentakt angeschlossen.